# Campeonato Mundial de Taekwondo de 1985
El VII Campeonato Mundial de Taekwondo se realizó en Seúl (Corea del Sur) entre el 4 y el 8 de septiembre de 1985 bajo la organización de la Federación Mundial de Taekwondo (WTF) y la Asociación Surcoreana de Taekwondo.
En el evento tomaron parte 280 atletas de 63 delegaciones nacionales.

## Medallistas

### Masculino
| Evento | Oro                           | Plata                             | Bronce                                                                |
| ------ | ----------------------------- | --------------------------------- | --------------------------------------------------------------------- |
| –50 kg | Lee Sun-Jang Corea del Sur    | Dae-Sung Lee Estados Unidos       | Abdulah Eliamy Arabia Saudita Konan Koidio Costa de Marfil            |
| –54 kg | Kim Yeong-Sik Corea del Sur   | Bathily Younousse Costa de Marfil | Geremia Di Constanzo · Italia · Hon-Cha Sang · Estados Unidos         |
| –58 kg | Yoo Myung-Sik Corea del Sur   | Gustavo Sanciprián · México       | Feisal Danesh Irán Cengiz Yağız Turquía                               |
| –64 kg | Han Jae-Ku Corea del Sur      | Ahmet Ercan Turquía               | Manuel Iván Tejeda · República Dominicana · Lucio Cuozzo · Italia     |
| –70 kg | Park Bong-Kwon Corea del Sur  | Pietro Carrieri · Italia          | Monsour del Rosario · Filipinas · Ruben Thijs · Países Bajos          |
| –76 kg | Jeong Kook-Hyun Corea del Sur | Metin Şahin Turquía               | Patrice Remarck Costa de Marfil Richard Jaydes Warwick Estados Unidos |
| –83 kg | Lee Dong-Jun Corea del Sur    | Hasan Zahedi Irán                 | Douglas Crowper · Estados Unidos · Amr Jairy · Egipto                 |
| +83 kg | Henk Meijer · Países Bajos    | Kang Seung-Woo Corea del Sur      | Cissé Abdoulaye · Costa de Marfil · Mustafá el-Abrak · Egipto         |

## Medallero
| Núm. | País                 | Oro | Plata | Bronce | Total |
| ---- | -------------------- | --- | ----- | ------ | ----- |
| 1    | Corea del Sur        | 7   | 1     | 0      | 8     |
| 2    | Países Bajos         | 1   | 0     | 1      | 2     |
| 3    | Turquía              | 0   | 2     | 1      | 3     |
| 4    | Costa de Marfil      | 0   | 1     | 3      | 4     |
| 4    | Estados Unidos       | 0   | 1     | 3      | 4     |
| 6    | Italia               | 0   | 1     | 2      | 3     |
| 7    | Irán                 | 0   | 1     | 1      | 2     |
| 8    | México               | 0   | 1     | 0      | 1     |
| 9    | Egipto               | 0   | 0     | 2      | 2     |
| 10   | Arabia Saudita       | 0   | 0     | 1      | 1     |
| 10   | República Dominicana | 0   | 0     | 1      | 1     |
| 10   | Filipinas            | 0   | 0     | 1      | 1     |
|      | TOTAL                | 8   | 8     | 16     | 32    |